# Coulombs (Eure-et-Loir)
Coulombs é uma comuna francesa na região administrativa do Centro, no departamento de Eure-et-Loir. Estende-se por uma área de 12,48 km². Em 2010 a comuna tinha 1 382 habitantes (densidade: 110,7 hab./km²).